# 星際大戰二部曲：複製人全面進攻
《星球大战II：克隆人的进攻》（英語：Star Wars: Episode II – Attack of the Clones）是一部於2002年上映的美國史詩太空歌劇電影，乔治·卢卡斯執導，並與喬納森·黑爾斯共同編劇。本電影為《星際大戰首部曲：威脅潛伏》的續集，《星際大戰》的第五部電影（按劇情順序為第二部），同時也是《天行者傳奇》的第二章。主演包含伊万·迈克格雷戈、海登·克里斯坦森、娜塔莉·波特曼、伊恩·麥克迪亞米德、山繆·傑克森、克里斯多福·李、安東尼·丹尼爾斯、肯尼·貝克及法蘭克·歐茲等人。

## 劇情

### 背景
达斯·魔被打败的十年後，银河中窜起一股独立星系力量，由前绝地武士杜库伯爵领导，试图率领一部分星系分裂银河共和国。那卜星参议員帕德梅·艾米达拉前往银河共和国首都，参与反对建立共和军的议案。

### 內容
針對不斷出現的分裂活動，議長白卜庭召集絕地以及已經退位成為參議員的帕德梅（帕米）商討對策，與此同時，分離主義分子不斷潛入科羅森試圖暗殺帕米。絕地師徒歐比王·肯诺比和安納金·天行者成功保護了帕米並抓到了其中一名刺客：賞金獵人薩姆·維賽爾（Zam Wesell）；但她在被審問時立刻被一枚飛來的毒鏢刺殺了。歐比王以毒鏢為線索，在餐館那裡打聽到這種毒鏢產自外層空間行星卡密諾；但當歐比王前往絕地資料室查找卡密諾的具體情況時，卻發現根本沒有相關資料。困惑的歐比王找到尤達詢問，尤達的其中一個徙弟做出判斷：有人不想讓他人看見，所以抹去了這些資料，但原因為何仍不得而知。
為了避免暗殺活動，帕米由安納金護送返回那卜，住在自己湖區的別墅里。安納金向帕米表示，歐比王總是低估了他的能力，帕米卻教導安納金不要那麼急着長大，然而其間一種微妙的感情依舊在兩人之間發生着，儘管兩人都知道絕地信條不允許他們之間的愛情。
歐比王獨自一人來到卡米諾，在那裡他終於知道了絕地大師西法迪亚斯（Sifo-Dyas）曾訂購複製人大軍的事，並見到了分離主義分子的重要成員之一——賞金獵人強格·費特。歐比王嘗試逮捕強格，但不成功。雖然強格成功逃脫，但歐比王於他的船放置了追蹤器，並跟蹤他到了分離主義分子的基地吉諾西斯（Geonosis），發現了分裂分子的首領杜庫伯爵以及纽特·甘雷等人。歐比王向議會緊急通報了關於複製人大軍和分裂分子的事，但他自己也被杜庫發現。杜庫引誘他加入分裂組織被拒絕。
共和國議會召開緊急會議，並授予白卜庭臨時最高決策權力，白卜庭宣稱自己將使用複製人大軍保衛共和國（複製人戰爭）。
在那卜的安納金夜裡做惡夢，夢見自己的母親西蜜在受折磨，醒來後心神不定的安納金告訴帕米自己想要返回塔圖因尋找母親。在那裡他見到了自己的繼兄弟歐文·拉爾斯，並得知母親被當地土著塔斯肯襲擊者（Tusken Raiders）掠走。安納金在晚上闖入塔斯肯襲擊者的營地，見到了被折磨奄奄一息的西蜜，儘管安納金解救了她，她仍然在安納金的懷裡閉上了眼睛。怒不可遏的安納金砍殺了營地里的全部男女老幼，並認為自己沒能拯救母親是由於自己能力不夠強大。此時R2-D2向帕米通知了歐比王在吉諾西斯遭遇的麻煩。在帕米有意之下，安納金陪同前往吉諾西斯營救歐比王，同時也從家中帶走了C-3PO。但在吉諾西斯的機械人製造工廠內吃盡苦頭之後，他們也被強格·費特抓獲。冷酷的杜庫伯爵將歐比王、安納金和帕米三人送上大角斗場，希望他們被放出的怪獸蹂躪至死。
這時雲度大師率領絕地武士團出現在角斗場營救歐比王等人，杜庫也放出大批機械人士兵。戰鬥中絕地大師魅使·雲度砍下了強格·費特的頭，但在無數機械人士兵的圍攻之下，絕地武士們傷亡慘重，最後僅剩包括歐比王、安納金和帕米在內的十幾人被團團包圍。杜庫正要下令開火之際，尤達大師率領複製人大軍及時趕到。複製人大軍與分裂分子的機械人軍隊展開战斗並逐漸取得優勢，此役被称为吉諾西斯戰役（Battle of Geonosis）。而歐比王和安納金在一個山洞里找到了杜庫伯爵，但他們在與杜庫的光劍對決中落敗，安納金的右手被砍掉；後來儘管尤達大師擊退了杜庫，事情卻遠沒有結束。杜庫回到達斯·西帝身邊，聲稱一切如計劃設計那樣，複製人戰爭（the Clone War）開始了；而這一點也被尤達深深感覺到了，共和國正陷入一個很難預計的前景之中。那卜的湖區里，安納金帶着他新換的機械右手，和帕米舉行了秘密婚禮，只有兩個機械人見證了這一切。

## 演員
- 歐比王·肯諾比（Obi-Wan Kenobi）由伊旺·麥奎格飾演[3]
- 安納金·天行者（Anakin Skywalker）由海登·克里斯滕森 飾演[3]
- 佩咪·艾米達拉參議員（Senator Padmé Amidala）由娜塔莉·波曼飾演[3]
- 希夫·白卜庭／達斯·西迪厄斯（Supreme Chancellor Palpatine／Darth Sidious）由伊恩·麥德米（英语：Ian McDiarmid）飾演[3]
- 尤達（Yoda）由法蘭克·歐茲飾演[3]
- 魅使·雲度（Mace Windu）由山繆·傑克森飾演[3]
- 杜庫伯爵／達斯·泰拉努斯（Count Dooku／Darth Tyranus）由克里斯多福·李飾演[3]
- 強格·費特（Jango Fett）由特穆拉·莫里森飾演[3]
- 波巴·费特（Boba Fett）由丹尼爾·羅根（英语：Daniel Logan）飾演[3]
- C-3PO由安東尼·丹尼爾斯飾演[3]
- R2-D2由肯尼·貝克飾演[3]
- 紐特·岡雷（Nute Gunray）由賽拉斯·卡森（英语：Silas Carson）飾演[3]
- 基·文阿迪·曼迪（Ki-Adi-Mundi）由賽拉斯·卡森（英语：Silas Carson）飾演[3]
- 扎姆·維茲爾（Zam Wesell）由莉安娜·瓦爾德曼（英语：Leeanna Walsman）飾演[3]
- 恰恰·賓克斯（Jar Jar Binks）由阿梅德·貝斯特（英语：Ahmed Best）飾演[3]
- 西米·天行者（Shmi Skywalker）由普妮拉·奧古斯特（英语：Pernilla August）飾演[3]
- 賈米莉婭女王（Queen Jamillia）由阿耶莎·達爾克（英语：Ayesha Dharker）飾演[3]
- 歐文·拉爾斯（Owen Lars）由喬爾·埃哲頓飾演[3]

## 製作
主體拍攝於2000年6月26日開始，拍攝地包含澳大利亚、突尼西亞、意大利、西班牙和伦敦。

## 發行

### 評價
電影收穫了普遍影評人的好評。根據爛蕃茄上收集的244篇專業影評文章，其中159篇給出了「新鮮」的正面評價，「新鮮度」為65%，平均得分6.7分（滿分10分），而基於另一影評網站Metacritic上的39篇評論文章，其中16篇予以好評，5篇差評，18篇褒貶不一，平均分為54（滿分100）。

### 票房
《星球大战II：克隆人的进攻》在北美的總票房為310,676,740美元，其他地區338,721,588美元，全球共計649,398,328美元。雖然算是巨大的財務成功，但仍被三年前更賣座的《威脅潛伏》所掩蓋掉。

### 引文
1. ↑  . British Board of Film Classification.   [December 27, 2015]. （原始内容存档于2016-01-02）.
2. 1 2 3  . Box Office Mojo.   [June 9, 2006]. （原始内容存档于2016-05-29）.
3. 1 2 3 4 5 6 7 8 9 10 11 12 13 14 15 16 17 18  . IMDb.   [November 18, 2015]. （原始内容存档于2016-11-12） （英语）.
4. ↑  . The Hollywood Reporter 364 (32). 2000-09-05: 35-40, 42, 44, 63-80 （美国英语）.ProQuest 2467876620
5. ↑  . Rotten Tomatoes. 2002  [October 18, 2016]. （原始内容存档于2017-01-25）.
6. ↑  . Metacritic.   [April 4, 2011]. （原始内容存档于2012-03-27）.

### 來源
- Kaminski, Michael. . 2007. （原始内容存档于2007-07-06）.
  - Kaminski, Michael. . v3.0. 2007b. （原始内容存档于2007-07-06）.
- Bouzereau, Laurent. . Del Rey. 1997. ISBN 0-345-40981-7. OCLC 37691005.